# Yukio Mishima
Yukio Mishima (三島 由紀夫 Mishima Yukio?,  Tokio, Imperio del Japón, 14 de enero de 1925-ibídem, Estado del Japón, 25 de noviembre de 1970), cuyo nombre de nacimiento era Kimitake Hiraoka (平岡 公威 Hiraoka Kimitake?) fue un novelista, ensayista, poeta, dramaturgo, guionista y crítico japonés  de familia kazoku 
Considerado uno de los más grandes escritores de Japón del siglo XX, fue reconocido como uno de los más importantes estilistas en lengua japonesa de posguerra. Sus obras se caracterizan por mezclar la estética moderna y el tradicionalismo japonés con enfoques en la sexualidad, la muerte y el cambio político. Candidato al Premio Nobel de Literatura en 1968, el galardón recayó en su mentor Yasunari Kawabata. La editorial Shinchōsha, que publicaría buena parte de sus trabajos, instauró en 1988 el Premio Mishima Yukio en su honor.
Escribió cuarenta novelas, dieciocho obras de teatro, veinte libros de relatos y, al menos, veinte libros de ensayos, así como un libreto. Entre las más conocidas figuran Confesiones de una máscara (1949), El pabellón de oro (1956), El marino que perdió la gracia del mar (1963), o el ensayo autobiográfico El sol y el acero (1967). El mismo día de su muerte entregó a su editor el manuscrito de La corrupción de un ángel, último libro de la tetralogía El mar de la fertilidad, completada con las novelas Nieve de primavera, Caballos desbocados y El templo del alba.
Ideológicamente clasificado como un nacionalista de derecha de fuertes valores sintoístas, Mishima se oponía a la occidentalización de Japón, cuya influencia sentía que lo estaba corrompiendo y arrebatándole su espíritu esencial (kokutai). Fundó el Tatenokai (盾の会?, literalmente: 'Sociedad del Escudo'), una milicia privada creada con el fin de restaurar el poder del emperador. El 25 de noviembre de 1970, Mishima y cuatro miembros de su milicia se infiltraron en una base militar en el centro de Tokio, tomaron al comandante como rehén e intentaron incitar a las Fuerzas de Autodefensa a revocar la Constitución de 1947. Tras el fracaso de su iniciativa, se suicidó mediante el seppuku o harakiri.

## Biografía

### Primeros años

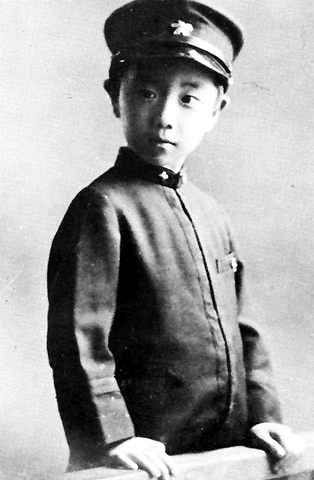
Mishima a su ingreso en la Gakushūin, hacia 1931.

Mishima nació el 14 de enero de 1925 en Tokio, hijo de Shizue y Azusa Hiraoka, secretario de Pesca del Ministerio de Agricultura. Pasó los primeros años de su infancia bajo la sombra de su abuela, Natsu, quien se lo llevó y lo separó de su familia inmediata durante varios años. Natsu provenía de una familia vinculada a los samurái de la era Tokugawa y mantuvo aspiraciones aristocráticas —el nombre de juventud de Mishima, Kimitake, significa 'príncipe guerrero'— aun después de casarse con el abuelo de Mishima, un burócrata que había hecho su fortuna en las fronteras coloniales. Tenía mal carácter y se exacerbó por su ciática. Ella tenía tendencia a la violencia, incluso con salidas mórbidas cercanas a la locura que serán posteriormente retratadas en algunos escritos de Mishima. Asimismo, leía francés y alemán, y tenía un exquisito gusto por el kabuki[cita requerida].

### Estudios y primeros trabajos
A la edad de doce años, Mishima comenzó a escribir sus primeras historias. Leyó vorazmente las obras de Wilde, Rilke y numerosos clásicos japoneses. Aunque su familia no era tan rica como las de los otros estudiantes de su colegio, Natsu insistió en que asistiera a la elitista Gakushūin, donde acudía la aristocracia japonesa y, de forma eventual, plebeyos extremadamente ricos.
Después de seis desdichados[cita requerida] años de colegio, continuaba siendo un adolescente frágil y pálido, si bien empezó a prosperar y se convirtió en el miembro más joven de la junta editorial en la sociedad literaria de la escuela. Fue invitado a escribir un relato para la prestigiosa revista literaria Bungei-Bunka (Cultura literaria) y presentó Hanazakari no Mori (El bosque en todo su esplendor). La historia fue publicada en forma de libro en 1944, aunque en una pequeña tirada debido a la escasez de papel en tiempo de guerra.
Mishima fue llamado a las filas de la Armada japonesa durante la Segunda Guerra Mundial. Cuando pasó la revisión médica, coincidió con que estaba resfriado, con lo que el doctor de la armada dictaminó que tenía síntomas de tuberculosis y, debido a ello, fue declarado incapacitado, frustrando su sueño de ingresar como piloto kamikaze. Así, se sintió culpable por haber sobrevivido y haber perdido la oportunidad de una muerte heroica. 
Aunque su padre le prohibió escribir más historias, Mishima continuó escribiendo en secreto cada noche, apoyado y protegido por su madre Shizue, quien era siempre la primera en leer cada nueva historia. Después de la escuela, su padre, simpatizante del nacionalsocialismo, no le permitió ejercer una carrera de escritor y, en lugar de ello, lo obligó a estudiar la ley alemana. Asistiendo a clase durante el día y escribiendo durante la noche, Mishima se graduó en la elitista Universidad de Tokio en 1947 en Derecho. Obtuvo un trabajo como funcionario en el Ministerio de Finanzas japonés y se estableció para una prometedora carrera. Sin embargo, acabó tan agotado que su padre estuvo de acuerdo con la dimisión de Mishima de su cargo durante su primer año para dedicar su tiempo a la escritura. 
Años después, en una entrevista en 1963, recordaría:

Mentiría si dijera que la derrota [de Japón en la Segunda Guerra Mundial] no me estremeció o que no recibí la posguerra con un sentimiento de liberación. También yo sentí en determinado momento que estaba totalmente perdido. Llegué a odiar el Romanticismo. Un odio que me acercó al clasicismo. Fue cuando escribí El rumor del oleaje... Sin embargo, por mucho que sufriera, no conseguí negarme completamente a mí mismo. Además, no tenía interés alguno por eso que llaman política. Como estaba ciego a asuntos políticos, no entendía las corrientes políticas de la posguerra. Si me ponía a articular puntos de vista políticos, me hacía tal lío que me daba de verdad vergüenza. Así pues, y a modo de escapatoria, tomé la decisión de encarnar el papel de intérprete de la supremacía del arte.

### Posguerra

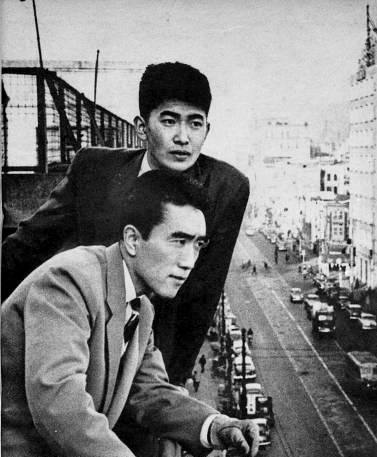
Mishima junto a Shintarō Ishihara.

Mishima comenzó su primera novela, Tōzoku (Ladrones), en 1946 y la publicó en 1948. La crítica lo considera, junto con otros autores como Kōbō Abe, partícipe de la segunda generación de escritores de posguerra —una clasificación en la literatura japonesa moderna que agrupa a los escritores que aparecieron en la escena literaria entre 1948 y 1949—. En una entrevista, celebrada en febrero de 1970, definió así su estilo:

Creo que el problema de mi literatura es que la estructura es demasiado dramática. Es un impulso que me resulta incontrolable. Soy incapaz de escribir una novela como si se tratara de un río cuyas aguas van fluyendo.

Su siguiente novela fue Kamen no Kokuhaku (Confesiones de una máscara), una obra con componentes autobiográficos sobre un joven que debe esconderse tras una máscara para encajar en la sociedad. Con sus referencias a la homosexualidad, las falsas apariencias y la crisis de identidad nacional japonesa tras su derrota en la Segunda Guerra Mundial, la novela tuvo un enorme éxito y convirtió a Mishima en una celebridad a la edad de veinticuatro años.

"Lo sorprendente de esta excelente obra (Confesiones de una máscara) es que era (sic), al mismo tiempo, unas precoces memorias de un joven japonés dispuesto a transgredir las normas de la sociedad de su tiempo, pues, en ella, el relato de la infancia y juventud del autor desembocan en el descubrimiento de su homosexualidad, sin ocultar su irreprimible atracción por la belleza, la muerte y la sangre".
Diario El País (04-12-2003) 

La positiva recepción comercial de Confesiones de una máscara le permitió a Mishima dedicarse profesionalmente a la literatura donde desarrolló trabajos de poesía, novela, ensayos y teatrales. En la década de 1950 publicó algunas de sus novelas más conocidas como Sed de amor (1950), El color prohibido (1951), El rumor del oleaje (1954) o El pabellón de oro (1956). 

"Aunque no nos encontramos ante el mejor Mishima, sí nos encontramos ante un Mishima en estado puro representado en sus dos personajes masculinos principales. Shunsuké, el escritor viejo y depravado, es el Mishima feo y enfermizo de su adolescencia, misógino y extremo, culto hasta la extenuación. Yuichi, el bello efebo de cejas perfectas, es el cuerpo que Mishima deseo para sí mismo, que se construyó a base de gimnasio y kendo, y que exhibió, primero, literariamente en su relato Yukoku (Patriotismo) y, luego, en el corto que realizó de éste con él mismo como protagonista. Así que, saltándose las innecesarias y típicamente griegas reflexiones sobre la ausencia de alma de las mujeres, cuyo castigo parece el nudo de la obra, o aquéllas sobre lo bello y lo perverso, entramos en la verdadera novela dentro de la novela: el narciso insensible objeto universal de deseo del ambiente gay (él lo llama "gremio") del Tokio de la posguerra y la maldad que encierra la fealdad. Ahí encontramos, al fin, a Mishima".
Babelia sobre El color prohibido (Diario El País, 25-04-2009) 

Sin embargo, fue durante la década de 1960 cuando vieron la luz sus consideradas obras más importantes: El marino que perdió la gracia del mar (1963) y la tetralogía El mar de la fertilidad —compuesta de las novelas Nieve de primavera, Caballos desbocados, El templo del alba y La corrupción de un ángel (editada póstumamente)—, que constituye una especie de testamento ideológico del autor, rebelado contra una sociedad que veía sumida en la decadencia espiritual y moral. Su ensayo más importante, Bunka boueiron (En defensa de la cultura), defendía la figura del emperador como la mayor señal de identidad de su pueblo.
En una entrevista de 1970, afirmó lo siguiente: «Los escritores que conocen la lengua japonesa han llegado a su fin [con su generación]. A partir de ahora, ya no tendremos autores que lleven dentro de su cuerpo la lengua de nuestros clásicos. El futuro será del internacionalismo».
En 1968 fundó la Tatenokai ('Sociedad del Escudo'), una milicia privada integrada por aproximadamente trescientos miembros reclutados principalmente a través del Ronsō Journal (論争ジャーナル?, o 'Diario Polémico'), un periódico universitario con tendencias de ultraderecha, conservadoras y nacionalistas. Sus miembros portaban un fastuoso uniforme que él mismo diseñó y en el que pretendía reencarnar los valores nacionales del Japón tradicional.
Como había dicho en 1963:

Le aseguro que no voy a dejarme atrapar fácilmente por las garras del enemigo. Y hablando de enemigos, enemigos lo que se dice enemigos, son el Gobierno, el Partido Liberal Demócrata y todo el sistema político de la posguerra. Sí, porque para mí este partido, el Comunista y el Liberal Demócrata son la misma cosa. Sí, son exactamente lo mismo: el símbolo de la hipocresía. Jamás caeré en las garras de esa banda.

En los últimos diez años de su vida, actuó en varias películas, representaciones teatrales y espectáculos públicos, además de codirigir y producir la adaptación de una de sus historias, Yûkoku (Patriotismo).

### Yukio Mishima vs elTōdai Zenkyōtō
En 1969 Yukio Mishima, consagrado novelista, poeta, cineasta, tres veces postulado al nobel de literatura aceptó la invitación a participar de un debate público con el Todai Zenkyōtō, que era la unión de las asambleas de todas las carreras y campus de la Universidad de Tokio. Las controversias relacionadas al debate, así como el enorme interés que existía respecto a este tenían relación por un lado con las antagónicas posiciones entre ambas partes y por otra con la inmensa fama que gozaban en la cultura japonesa de ese momento El debate se realizó el 13 de mayo de 1969 en el campus de Komaba de la Universidad de Tokio y "versó sobre los conceptos de violencia política, alienación, libertad, apatridia, nacionalidad y también sobre la figura del emperador", frente a más de 1000 participantes del movimiento estudiantil, durando en total aproximadamente dos horas y media.
Este debate fue vivamente controversial para la época y convocó las miradas de la sociedad nipona, justamente por las ideas que entraron en controversia: unas, vinculadas al deseo restaurador de la tradición japonesa; otras, impulsadas por el deseo de transformación revolucionaria; ambas, con una versada crítica del Japón de posguerra y de los impactos del gran milagro económico japonés ligados a la modernización en curso.
Mishima que elogiaba los anticuados ideales del bushidō y el kokutai (esencia-identidad-carácter-política-comunidad-entidad nacional), era también fundador de la milicia privada Tate-no-kai (“sociedad del escudo”, que no usaba armas excepto la espada sagrada del líder) asistió al debate sin escolta, -aunque con la presencia de miembros desarmados de su milicia privada entre el público-, pese a que el novelista temió en momentos por su vida. El debate finalizaría con éxito y sin mayores conflictos, la transcripción posteriormente sería publicada en un libro best seller y las ganancias recaudadas dividas entre ambas partes. Mishima diría lo siguiente a propósito de las ganancias: «Yo gasté mi parte en los uniformes del Tate-no-kai, supongo que ustedes van a gastar su parte en cascos, garrotes y bombas molotov. Todos contentos».
En algunas partes de su intervención Mishima destaca los posibles puntos en común que incluso permitirían una alianza entre izquierdistas y derechistas, y aprovecha de responder a un afiche puesto en la entrada campus en que se le describía como un “gorila anacrónico” reconociendo ser en efecto un “primitivo”
Los puntos en común que proponía Mishima no solo eran un intento vano de mediar entre ambas posturas, sino que reconocía tanto en él como en el Zenkyoto respuestas distintas frente a un mismo fenómeno: la modernización acelerada de la sociedad japonesa de la posguerra, la perversión del mundo y la destrucción de la tradición que despertaba una nostalgia transversal. Es por ello que la popularidad de la obra de Mishima entre los miembros del movimiento estudiantil no tenía tanto de contradictorio como inicialmente parecería. Posterior al debate, Mishima aseguraría haberlo disfrutado y diría lo siguiente acerca de los estudiantes:
Sentí simpatía por ellos. Somos amigos separados por una valla. Nos sonreímos; pero no podemos besarnos [...]. La posición de los Zegakuren (sic) y la mía es casi idéntica. Tenemos las mismas cartas sobre la mesa. Pero yo tengo un comodín: El emperador

### Vida privada

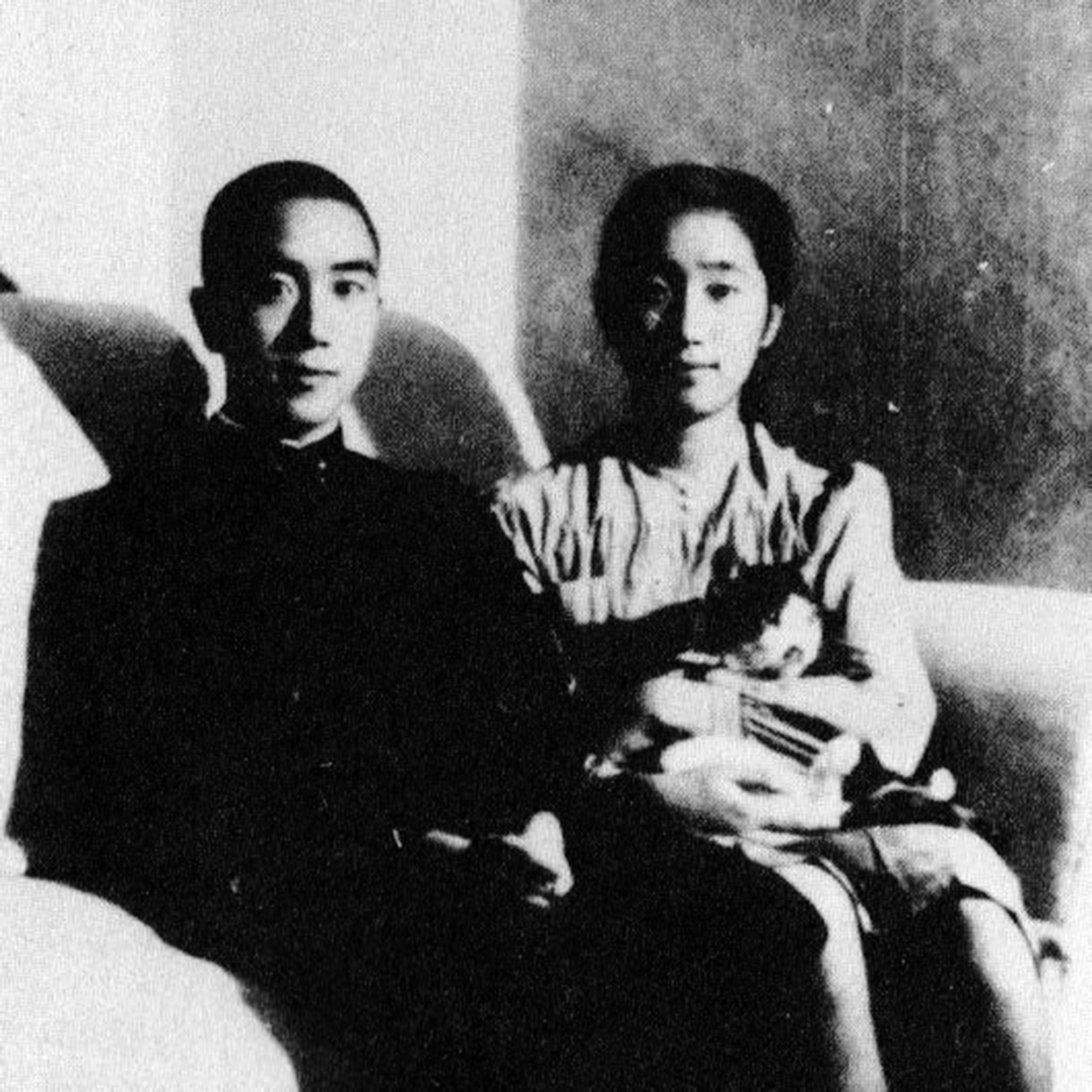
Mishima y su hermana Mitsuko (1944)

Tras la publicación de Confesiones de una máscara, Mishima trató de dejar atrás al joven hombre que había vivido solo dentro de su cabeza continuamente coqueteando con la muerte. Intentó vincularse al mundo real y material realizando una estricta actividad física. En 1955 comenzó la práctica de entrenamiento con pesas con tres sesiones por semana, régimen de entrenamiento que no interrumpiría durante los últimos quince años de su vida. Del material menos prometedor forjó un impresionante físico, como muestran las fotografías que se hizo. También llegó a ser muy hábil en kendō, el arte marcial moderno japonés de la esgrima.

En su lenguaje y en su vida es uno de los amigos del cuerpo, algo valioso en un mundo, el de las letras, que suele hipertrofiar la mente. Su camino de adolescente frágil a adulto fuerte dejó en él un sello heroico que lo conduce a su extraordinario final.
Juan Antonio González Iglesias (Diario El País, 2015) 

Aunque consideró brevemente el enlace con Michiko Shōda, quien se convertiría después en esposa del emperador Akihito, se casó con Yoko Sugiyama en 1958. En los tres años siguientes, la pareja fueron padres de una hija y un hijo.

### Muerte ritual

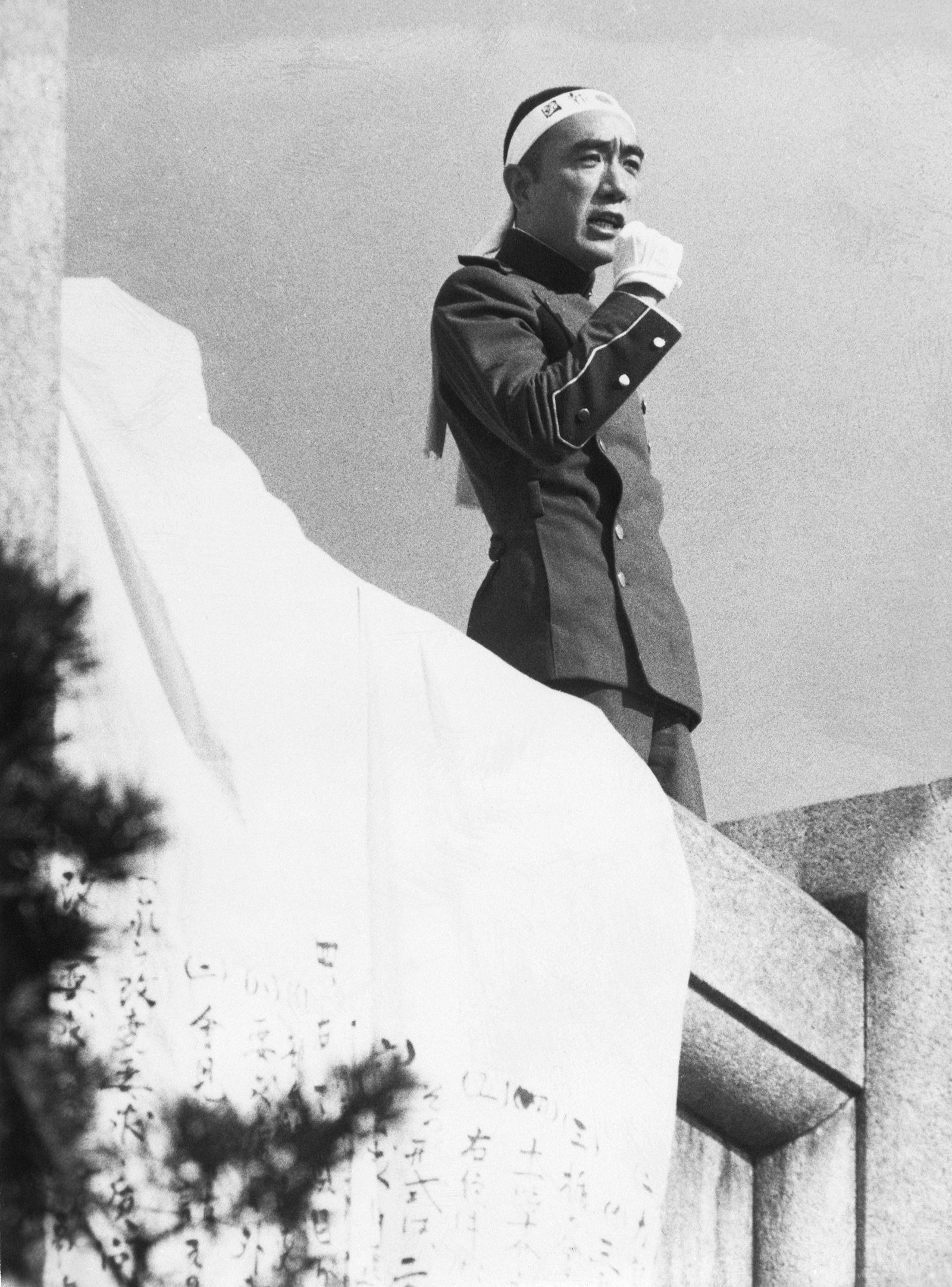
Mishima dando el famoso discurso en los balcones del campamento militar, instantes antes de suicidarse, el 25 de noviembre de 1970.

En 1967, Mishima se alistó en las Fuerzas de Autodefensa de Japón —el Ejército japonés— y tuvo un entrenamiento básico. Un año más tarde formó la Tatenokai, milicia privada compuesta sobre todo por jóvenes estudiantes patriotas, que se formaban en principios de artes marciales y disciplinas físicas. Bajo su supervisión, estos también entrenaron en las Fuerzas de Autodefensa. Como resultado, Mishima preparó de forma meticulosa su muerte durante, al menos, cuatro años; nadie ajeno al cuidadosamente seleccionado grupo de miembros de la Tatenokai sospechaba sus planes. Mishima se aseguró de que sus asuntos estuvieran en orden e incluso tuvo la previsión de dejar dinero para la defensa en el juicio de los otros tres miembros de la Tatenokai que no murieron. Elementos tradicionales empleados en la muerte ritual, como la composición del jisei no ku —un poema escrito por uno mismo cuando se acerca la hora de la propia muerte— antes de su entrada en el cuartel general, fueron abordados por el escritor.

Espere y verá qué hago. A mi parecer, vivir sin hacer nada, envejecer lentamente es una agonía […] esto me ha llevado a pensar que como artista que soy debo tomar una decisión.
Yukio Mishima (1963) 

El 25 de noviembre de 1970, Mishima envió a su editor la última parte de El mar de la fertilidad. Después, junto con cuatro miembros de la Tatenokai, visitaron con un pretexto al comandante del campamento Ichigaya, el cuartel general en Tokio del Comando Oriental de las Fuerzas de Autodefensa. Una vez dentro, procedieron a cercar con barricadas el despacho y ataron al comandante a su silla. Con un manifiesto preparado y pancartas que enumeraban sus peticiones, Mishima salió al balcón para dirigirse a los soldados reunidos abajo. Su discurso pretendía inspirarlos para que se alzaran, dieran un golpe de Estado y restituyeran el poder del emperador. Como no fue capaz de hacerse oír, acabó con el discurso tras unos pocos minutos. Regresó a la oficina del comandante y llevó a cabo su seppuku. La costumbre de la decapitación al final de este ritual le fue asignada a Masakatsu Morita, miembro de la Tatenokai, pero Morita no fue capaz de realizar su tarea de forma adecuada. Después de varios intentos fallidos, le cedió a otro miembro de la Tatenokai, Hiroyasu Koga, acabar el trabajo. Entonces, Morita también llevó a cabo su seppuku y fue decapitado por Koga.

Los japoneses siempre han sido un pueblo con una severa conciencia de la muerte bajo la superficie de sus vidas cotidianas. Mas el concepto japonés de la muerte es puro y claro, y en ese sentido es diferente de la muerte como algo repugnante y terrible tal como es percibida por los occidentales. La muerte [...] tiene el brillo infrecuente, claro y fresco del cielo azul entre las nubes.
Yukio Mishima (1970) 

## Influencia

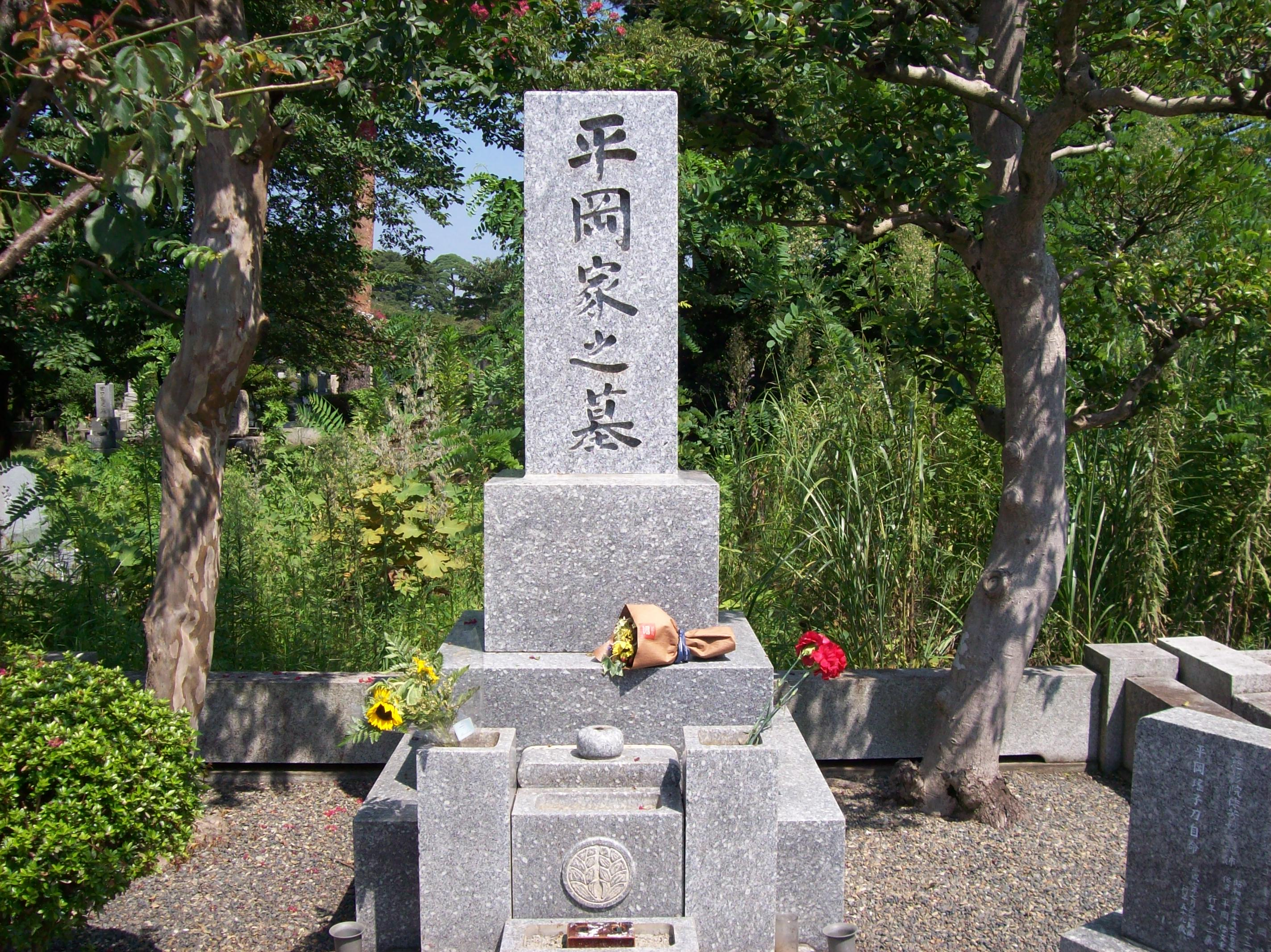
Tumba de Yukio Mishima en Tama

Mishima fue un escritor disciplinado y versátil. No solo escribió novelas, novelas de series populares, relatos y ensayos literarios, también obras muy aclamadas para el teatro kabuki y versiones modernas de dramas nō tradicionales. Su escritura le hizo adquirir fama internacional y un considerable seguimiento en América y Europa, con muchas de sus obras más famosas traducidas al inglés y otras lenguas europeas.
Viajó ampliamente, fue requerido por muchas editoriales extranjeras y fue propuesto en tres ocasiones para el Premio Nobel de Literatura, el cual nunca consiguió —presumiblemente, debido a sus actividades radicales de extrema derecha—. También se ha dicho que Mishima quiso dejar el premio a Yasunari Kawabata, de más edad, como muestra de respeto para el hombre que lo había presentado a los círculos literarios de Tokio en la década de 1940. En 1968, su mentor, Kawabata, ganó el premio y Mishima se dio cuenta de que las posibilidades de que fuera concedido a otro autor japonés en un futuro próximo eran escasas.

Ignoro por qué me han dado el Nobel a mí, existiendo Mishima. Un genio literario como el suyo lo produce la humanidad sólo cada dos o tres siglos. Tiene un don casi milagroso para las palabras.
Yasunari Kawabata (1968) 

Tras su fallecimiento, su obra se ha reeditado en numerosas ocasiones y se han publicado numerosos ensayos sobre su figura. En 1985, el cineasta Paul Schrader dirigió la película Mishima, una vida en cuatro capítulos, coproducida por Francis Ford Coppola y George Lucas; tomando como partida su último día, mediante el uso de analepsis, muestra episodios de su infancia, sus comienzos como escritor y posterior triunfo profesional, su transformación en estrella mediática, sus obsesiones por la belleza física y sus ambiguos gustos sexuales.

## Obras principales
Novelas
- Confesiones de una máscara (仮面の告白; Kamen no kokuhaku), 1949.
- Sed de amor (愛の渇き; Ai no Kawaki), 1950.
- Los años verdes (青の時代; Ao no jidai), 1950.
- El color prohibido (禁色; Kinjiki), 1951 y 1953.
- El rumor del oleaje (潮騒; Shiosai), 1954.
- El pabellón de oro (金閣寺; Kinkakuji), 1956.
- La casa de Kyoko (鏡子の家; Kyōko no Ie), 1959.
- Después del banquete (宴のあと; Utage no ato), 1960.
- La estrella más hermosa (美しい星; Utsukushī hoshi), 1962.
- La escuela de la carne (肉体の学校; Nikutai no gakkou), 1963.
- El marino que perdió la gracia del mar (午後の曳航; Gogo no eikou), 1963.
- Música (音楽; Ongaku), 1965.
- Vestidos de noche (夜会服; Yakai fuku), 1967.
- Una vida en venta (命売ります; Inochi Urimasu), 1968.
- El mar de la fertilidad (Tetralogía final) (豊饒の海; Hojo no umi), 1964-1970.
  - Nieve de primavera (春の雪; Haru no yuki).
  - Caballos desbocados (奔馬; Homba).
  - El templo del alba (暁の寺; Akatsuki no tera).
  - La corrupción de un ángel (天人五衰; Tennin gosui). Póstumo.

Relatos
- La perla y otros cuentos (真夏の死; Manatsu no shi), 1953.
- Patriotismo (憂国 Yūkoku?), 1960.
- Los sables (三熊野詣; Mikuma no moude), 1965.

Teatro
- La mujer del abanico: seis piezas de teatro Noh moderno (近代能楽集; Kindai Nougaku Shuu), 1956.
- Madame de Sade (サド侯爵夫人; Sado Koushaku Fujin), 1965.

Ensayo
- La ética del samurái en el Japón moderno (葉隠入門; Hagakure nyūmon), 1967.
- El sol y el acero (太陽と鉄; Taiyou to tetsu), 1968.
- Lecciones espirituales para jóvenes samuráis (若きサムライのための精神講話; Wakaki Samurai no tame no seishin kouwa), 1969.

Cine
- Junpaku no yoru (純白の夜),[65] 1951.
- Inmoral lecture (不道徳教育講座, Fudôtoku kyôiku kôza),[66] 1959.
- Man of the biting wind (からっ風野郎, Karakkaze yarô),[67] 1960.
- Patriotismo (Yûkoku) (Dirigida, protagonizada y producida por Mishima),[68] 1960. Cortometraje.
- El lagarto negro (黒蜥蜴, Kurotokage),[69] 1968.
- Hitokiri (人斬り),[70] 1969.

## En la cultura popular
- Mishima. Una vida en cuatro capítulos,[71] película de Paul Schrader (1985).
- Un parque,[72] ópera de Luis de Pablo sobre un relato de Mishima (2006).